# Grand Prix de Pau 1938
Grand Prix de Pau 1938 je bila prva neprvenstvena dirka za Veliko nagrado v sezoni 1938. Odvijala se je 10. aprila 1938 na ulični stezi v francoskem mestu Pau. 

## Poročilo

### Pred dirko
Mercedes-Benz je na dirko pripeljal dva svoja nova dirkalnika Mercedes-Benz W154. Oba sta imela težave z drsenjem sklopke in zalivanjem svečk z oljem, nov petstopenjski menjalnik pa na tej ulični stezi tudi ni prinesel kakšne prednosti. Na prostem treningu je Hermann Lang izgubil nadzor nad dirkalnik in trčil v bale sena. Moštvo je njegov dirkalnik umaknilo z dirke, tako da je za Mercedes nastopal le Rudolf Caracciola. Tazio Nuvolari je bil na prostih treningih v dobri formi, toda njegov novi dirkalnik Alfa Romeo Tipo 308 je nenadoma zajel ogenj. Pri tem se italijanski dirkač ni huje poškodoval, imel je le nekaj opeklin po nogah, toda bil je vidno pretresen, dirkalnik pa povsem uničen. Ta dogodek je bil za Nuvolarija kaplja čez rob in prisegel je, da ne bo nikoli več dirkal za Alfo Romeo. Moštvo Alfa Corse je v strahu ponovitve nesreče umaknilo tudi dirkalnik Emilia Villoresija. René Dreyfus je na prostih treningih s svojim dirkalnikom Delahaye 145 po hitrosti lahko sledil Merecedesoma. Na dirki je debitiral dvajsetletni Maurice Trintignant. Organizatorji so sprejeli njegovo prijavo verjetno zaradi spomina na smrtno ponesrečenega brata Louisa. Toda ko je osvojil štartno mesto v sredini štartne vrste, jih je začelo skrbeti. Charles Faroux ga je želel prestaviti na zadnje štartno mesto, premislil se je šele ob pogoju, da Trintignant med dirko ne bo poskušal nikogar prehiteti in da bo pazljivo gledal v stranski ogledali. 

### Dirka
Na štartu je povedel Caracciola, sledili so mu Dreyfus, Trintignant, Discoride Lanza, Gianfranco Comotti, Raph in Yves Matra. Na zavitem uličnem dirkališču je Dreyfus lahko sledil Caraccioli in ga tudi prehitel. Caracciola ga je uspel prehiteti nazaj in prevzeti vodstvo, toda poraba goriva je bila pri dirkalniku Delahaye 145 pol manjša, kot pri Mercedesovem dirkalniku s superkompresorskim motorjem, in ker, tudi zaradi spolzkosti steze zaradi olja in ostankov gum, Caracciola ni uspel narediti razlike do Dreyfusa, je na polovici dirke nemški dirkač zavil na postanek v bokse za gorivo in Dreyfus je na veselje francoskih gledalcev prevzel vodstvo, dirkalnik pa je ob postanku prevzel drugi Mercedesov dirkač, Lang. Dreyfus je tako zmagal s prednostjo dveh minut pred Langom, tretji je bil Gianfranco Comotti, četrti Raph, peti pa debitant Trintignant.

## Rezultati

### Dirka
| Poz | Št | Dirkač                         | Moštvo                     | Dirkalnik           | Krogi | Čas/Odstop   | Št. m. |
| --- | -- | ------------------------------ | -------------------------- | ------------------- | ----- | ------------ | ------ |
| 1   | 2  | René Dreyfus                   | Ecurie Bleue               | Delahaye 145        | 100   | 3:08:59      | 1      |
| 2   | 6  | Rudolf Caracciola Hermann Lang | Daimler-Benz AG            | Mercedes-Benz W154  | 100   | + 1:51       | 2      |
| 3   | 4  | Gianfranco Comotti             | Ecurie Bleue               | Delahaye 145        | 94    | +6 krogov    | 3      |
| 4   | 20 | Raph                           | Scuderia Torino            | Maserati 6CM        | 85    | +15 krogov   | 6      |
| 5   | 28 | Maurice Trintignant            | Privatnik                  | Bugatti T35C/51     | 83    | +17 krogov   | 4      |
| 6   | 24 | Discoride Lanza                | Privatnik                  | Maserati 6CM        | 81    | +19 krogov   | 8      |
| Ods | 30 | Yves Matra                     | Privatnik                  | Bugatti T51         | 40    |              | 5      |
| Ods | 22 | Antonio Negro                  | Scuderia Sabauda           | Maserati 6CM        | 9     | Volan        | 7      |
| DNS | 8  | Hermann Lang                   | Daimler-Benz AG            | Mercedes-Benz W154  |       | Pritisk olja |        |
| DNS | 12 | Tazio Nuvolari                 | Alfa Corse                 | Alfa Romeo Tipo 308 |       | Ogenj        |        |
| DNS | 14 | Emilio Villoresi               | Alfa Corse                 | Alfa Romeo Tipo 308 |       | Umik         |        |
| DNA | 10 | Jean-Pierre Wimille            | Automobiles Ettore Bugatti | Bugatti T59/50B     |       |              |        |
| DNA | 14 | Giuseppe Farina                | Alfa Corse                 | Alfa Romeo Tipo 308 |       |              |        |
| DNA | 16 | René Le Bègue                  | Privatnik                  | Talbot 150C         |       |              |        |
| DNA | 18 | de Maris                       | Privatnik                  | Talbot 150C         |       |              |        |
| DNA | 26 | Daniell                        | Privatnik                  | Delahaye 135S       |       |              |        |
| DNA | 32 | Francis Bayard                 | Privatnik                  | Bugatti T51         |       |              |        |